# Schraffierter Panzerwels
Der Schraffierte Panzerwels (Gastrodermus elegans, Synonym: Corydoras elegans, C. pestai) ist ein kleiner Vertreter der Panzerwelse (Corydoradinae). Das Art-Epitheton elegans kommt aus dem Lateinischen und bedeutet, in Anlehnung an das feine Muster an den Flanken, so viel wie elegant oder fein.

## Merkmale
Die Grundfarben sind Grautöne, welche von gelbem, braunem und goldenem Schimmer begleitet sind. Der Schraffierte Panzerwels wird fünf bis sechs Zentimeter lang und kann maximal zehn Jahre alt werden. Der schöne Süßwasserschwarmfisch hält sich am Boden auf, wo er nach Nahrung sucht. Er ist ein Darmatmer und muss deshalb von Zeit zu Zeit Luft an der Wasseroberfläche holen.

### Flossenformel
- Dorsale 1/7[1]
- Anale 1/6–7
- Pectorale 1/7–8
- Ventrale 1/5

## Ökologie

### Vorkommen
In den tropischen Flüssen Südamerikas:
- Brasilien
  - Rio Amazonas (Rio Solimoes)
- Ecuador
  - Río Napo
- Kolumbien
  - Río Caquetá (Rio Japurá)
  - Rio Amazonas (Rio Solimoes)
- Peru
  - Río Ucayali (Flusssystem)
  - Río Tamaya
  - Río Ampiyacu
  - Río Nanay
  - Río Yavarí (Rio Javari)

Diese Gewässer weisen folgende Wasserwerte auf:
- einen pH-Wert von 6,0 bis 7,8
- einen GH-Wert von 2°d bis 22°d
- einen KH-Wert von 2° bis 12°
- und eine Temperatur von 22 °C bis 26 °C.

### Fortpflanzung
In der freien Wildbahn vollziehen die Panzerwelse nach der Regenzeit, wenn sich das Wasser wieder erwärmt hat, ihr arttypisches Paarungsverhalten, nach der Regenzeit befinden sich sehr viele Schwebstoffe und somit Beutetierchen im Wasser. Die Tiere vollziehen ein spezielles Paarungsverhalten, bei dem das Männchen das Weibchen umkreist und stark zuckt, das Weibchen sucht zum Ablaichen gut geeignete Stellen geschützte Steine und Blätter, um anschließend daran die Eier zu heften, die die Männchen anschließend befruchten.

### Ernährung
Der Schraffierte Panzerwels ist allesfressend (omnivor) und ernährt sich, indem er am Boden und in Bodennähe nach Algen, Detritus, Kleintieren und Pflanzenteilen sucht.

## Aquaristik
Er ist einfach zu halten, pflegeleicht und sehr anpassungsfähig. Besonders zu beachten ist, dass er möglichst feinen Kies, besser Sand, viele Verstecke, Wurzelholz und eine üppige Bepflanzung sowie etwa fünf bis zehn Artgenossen zu seinem Wohlbefinden und zur artgerechten Haltung braucht. Das Aquarium sollte ein Volumen von mindestens 56 Liter aufweisen.

### Ernährung
Im Aquarium eignet sich zudem folgendes Futter: Lebendfutter (Artemia, Mückenlarven), Frostfutter und Trockenfutter (Tabletten, Futterflocken).

### Zucht
Die Zucht ist im Vergleich zu anderen Corydoras-Arten relativ einfach. Man setzt auf ein Weibchen drei Männchen in das Zuchtaquarium und simuliert durch starke, abrupte Wasserwechsel die Regenzeit. Die Weibchen legen 200 bis 500 Eier, die sie an Pflanzen, Scheiben oder große Steine kleben. Die Zucht ist mit Wildfängen am einfachsten.